# Мадам Тюсо (музей)
Мадам Тюсо (на английски: Madame Tussauds) е музей с восъчни фигури в Лондон, превърнал се във верига с клонове из целия свят. Открит е от восъчния скулптор Мари Тюсо. Музеят е главна туристическа актракция с восъчни фигури на известни личности.

## История

### Мари Тюсо
Мари Тюсо е родена като Мари Гросхолц през 1761 г. в Страсбург, Франция. Майка ѝ е икономка на д-р Филипе Курциус в Берн, Швейцария. Той е физик, който също моделирал фигури от восък. Именно Курциус научил младата Тюсо на занаята.
Тюсо създала първата си восъчна фигура на Волтер през 1777 г. Други известни личности, които Мари моделирала от восък са Бенджамин Франклин и Жан-Жак Русо. През Френската революция, тя създала фигури на много жертви. В мемоарите си признава, че търсела отрязани глави из труповете, за да прави отпечатъци на загиналите. След смъртта на Филипе през 1794 г., тя наследила цялата му колекция от скулптури и прекарала следващите 33 години, пътувайки из Европа. Омъжила се за Франсоа Тюсо през 1795 г. След няколко години получила покана да нареди изложбата си в Лондон на входа на шоуто на Пол Филидор. Не получила особено голямо възнаграждение, след като Филидор си присвоил половината от приходите ѝ. След резултатите от Наполеоновите войни, не можела да се върне във Франция и продължила да пътува през Великобритания и Ирландия, представяйки колекцията си. През 1831 г., тя наела няколко малки помещения в Лондон, където съхранявала скулптурите. Сред главните атракции на Тюсо била Стаята на ужасите, където изложила фигури на убийци и ужасяващи диктатори.

### Основаване
През 1835 г., Тюсо заживяла в Лондон и отворила музей. Сред фигурите ѝ най-често се срещали загинали войници, известни убийци и други престъпници.
По-късно започнала да прави скулптури на известни личности, като лорд Нелсън и сър Уолтър Скот. Някои от фигурите, които самата Мари е направила, все още съществуват. Колекцията ѝ се състояла от 400 фигури, но след пожар през 1925 г. и бомбардировки през 1941 г., повечето били съсипани, но основите били запазени (което разрешавало да се направят повторно) и те са изложени в историческата изложба на музея в Лондон. Най-старата изложена фигура е на Мадам Дю Бари. През 1842 г., Тюсо направила автопортрет, който е изложен на входа на музея. Тя починала в съня си на 15 април 1850 г.
През 1883 г. наемът на тогавашната локация на музея се вдигнал и внукът ѝ преместил колекцията на сегашния адрес на музея. Новата изложба отворила врати на 14 юли 1884 г. и пожънала огромен успех.

### Сегашно състояние
Музеят на Тюсо се разраснал и е сред главните туристически атракции в британската столица. Има клонове в Амстердам, Банкок, Пекин, Берлин, Блакпул, Лас Вегас, Сеул, Холивуд, Хонконг, Ню Йорк, Орландо, Прага, Сан Франциско, Шанхай, Сингапур, Сидни, Виена, Вашингтон, Ухан, Токио, а е открит временен музей и в Пусан. Фигурите, които са изложени в днешните музеи, включват исторически личности, кралски особи, филмови звезди, спортисти, артисти и известни престъпници. Музеят е собственост на компанията Мерлин Ентъртейнмънтс след изкупуването от Тюсо Груп през 2007 г.
През юли 2008 г. музеят в Берлин бил пред затваряне, когато 41-годишен мъж се промъкнал през охраната и обезглавил восъчната фигура на Адолф Хитлер. Вярва се, че това е знак на протест срещу излагането на диктатор сред славни спортисти, актьори и други исторически фигури. Статуята обаче била реставрирана и повторно изложена, а престъпникът признал, че го е направил след като е загубил бас с приятели. Фигурата на Хитлер в Лондон също е била жертва на вандализъм.

## Восъчни фигури
- Лейди Гага
- Мерилин Монро
- Лейди Даяна
- Чарли Чаплин
- Мари Тюсо
- Адолф Хитлер